# Renault Sport
Renault Sport (et ses divisions Renault Sport Racing et Renault Sport Cars) est la branche sportive de la marque automobile française Renault. Elle a été fondée en 1976 sous la direction de Gérard Larrousse. Renault Sport est créé à la suite de la fusion des activités sportives d'Alpine et de Gordini, ces deux branches appartenant à Renault. L'activité a été localisée au départ à Boulogne-Billancourt, Dieppe et Viry-Châtillon.
Depuis sa création, Renault Sport a mené les différents programmes sportifs de Renault en endurance, en Formule 1, en rallye et en tourisme. Un département « Voitures de série » a également été lancé en 1995 pour développer les modèles sportifs de la marque.
L'entité Renault Sport Technologies est basée aux Ulis (son ancêtre Renault Sport Rallyes était localisée à Antony), dans le pôle technologique Paris-Saclay, tandis que Renault Sport F1 est situé à Viry-Châtillon dans les locaux de l'usine Amédée Gordini.
Le 3 février 2016, une restructuration est annoncée par le PDG du Groupe Renault, Carlos Ghosn. Renault Sport est désormais composé de deux entités, Renault Sport Racing et Renault Sport Cars. Renault Sport Racing est responsable des activités sportives de Renault, dont Renault Sport Formula One Team, Renault e.dams (Formule E), Formula Renault 2.0, Renault Sport R.S. 01 Trophy, ainsi que les programmes de compétition-client à partir des sites de Viry-Châtillon et d'Enstone. Renault Sport Cars (émanation de Renault Sport Technologies) est chargé du développement et de la commercialisation de la gamme de véhicules de série Renault Sport.

## Renault Sport en compétition

### Renault Sport en Formule 1

#### 1977 - 1985: constructeur

Logo de Renault Elf en 1977

De 1977 à 1985, Renault est engagé en Formule 1 en tant que constructeur et débute avec un moteur turbocompressé, révolutionnaire à l'époque.
En 1979, grâce à son moteur V6 de 1 500 cm3 turbocompressé, le EF1, installé sur la monoplace Renault RS10, Renault domine les monoplaces équipées de moteurs V8 et V12 de 3 000 cm3 et remporte le Grand Prix de France, sur le circuit de Dijon-Prenois. Cette victoire de Jean-Pierre Jabouille est suivie de dix-neuf autres, jusqu'en 1986.

#### 1986 - 2001: motoriste
En 1986, Renault n'est plus que motoriste et quitte la Formule 1 à l'issue de la saison. Renault ferme son activité châssis F1 basée à Fleury-Mérogis et donc l'équipe de Formule 1 en nom propre, préférant se contenter d'être motoriste pour d'autres écuries lors de la saison 1986, un rôle rempli depuis 1983 avec l'équipe Lotus puis avec Ligier et Tyrrell jusqu'à la fin de la saison 1986.
Le motoriste français s'adjuge deux victoires dès sa première saison. Renault s'affirme dans les années 1990 comme le meilleur motoriste du plateau grâce notamment au rappel de distribution pneumatique apparu fin 1986 et est associé à onze titres de champion du monde entre 1992 et 1997.
En 1992, le moteur V10 permet à l'équipe Williams F1 Team de réaliser le premier doublé pilote-constructeur. Pendant six ans, le moteur domine ses concurrents en apportant six titres constructeurs (1992, 1993, 1994, 1995, 1996 et 1997).
Renault motorise également Team Lotus, Ligier et Benetton Formula qui remporte le titre en 1995. En 1997, Renault se retire officiellement. Au total, les écuries Williams et Benetton ont obtenu six titres chez les constructeurs et cinq titres chez les pilotes avec le soutien technique du motoriste français.
Renault continue cependant à être présent en Formule 1 par le biais de son sous-traitant Mecachrome et des sociétés Supertec et Playlife de 1998 à 2000, en fournissant des moteurs clients à Williams, Benetton, BAR et Arrows.
En 2001, Renault développe un moteur V10 inédit avec un angle à 111° pour abaisser le centre de gravité pour l'équipe Benetton Renault.

#### 2002 - 2010: constructeur
En 2002, la branche Renault Sport F1 est intégrée à l'équipe Renault F1 Team créée à la suite du rachat de Benetton Formula.
En 2004, Renault abandonne le moteur à 111° trop pénalisant en fiabilité et en puissance et revient au moteur traditionnel à 72°. En 2005, Renault réalise le doublé pilote et constructeur.
En 2006, Renault réalise une nouvelle fois le doublé pilote et constructeur mais avec le nouveau moteur V8.

#### 2011 - 2015: motoriste

Logo de Renault Sport F1 en 2011 en tant que motoriste

La marque française, se recentre sur la conception, le développement et la mise au point de moteurs pour différentes écuries. Renault est associé au titre de champion du monde des constructeurs en 2010, 2011, 2012 et 2013 avec Red Bull Racing.
Le 8 décembre 2010, Renault annonce la création de Renault Sport F1, division sportive chargée de l’engagement de Renault en Formule 1 en tant que motoriste et fournisseur de technologie pour 2011 et les années suivantes.
Renault Sport F1 fournit trois équipes en 2011 : Lotus Renault GP, Red Bull Racing et Lotus Racing. La création de Renault Sport F1 suit la décision de Renault de vendre à Genii Capital ses parts minoritaires dans Renault F1 Team. Renault continue à apporter un soutien à la nouvelle écurie en tant que fournisseur de moteurs ainsi que son expertise technologique et d’ingénierie.
En complément de la fourniture des moteurs, Renault Sport F1 mène avec ses partenaires des programmes d’ingénierie dans des domaines tels que les transmissions et le SREC. Le 4 juillet 2011, Renault Sport F1 et Williams annoncent un partenariat châssis-moteur de longue durée. Le département F1 de Renault équipera Williams de ses blocs moteurs V8 pour les saisons 2012 et 2013. Outre la fourniture de moteurs, le partenariat comprend d'autres opportunités commerciales et marketing, avec une possibilité de prolongation après l'introduction du futur moteur V6 turbo en 2014,.
En 2013 quatre écuries sont motorisées par Renault avec le moteur RS27, Red Bull Racing, Lotus F1 Team, Williams F1 Team et Caterham F1 Team. Le moteur Renault Sport 27-2013 est constitué de 2 500 pièces. Il permet une accélération de 0 à 60 km/h en 1,6 seconde, 0 à 100 km/h en 2,5 s, 0 à 200 km/h en 5,1 s et 0 à 300 km/h en 12 s. En course les échappements du moteur RS27 arrivent à une température de 900 °C. Les ingénieurs de RS estiment que chaque moteur peut parcourir 3 000 km.
En 2014, quatre écuries sont motorisées par Renault avec le nouveau moteur V6 turbocompressé, Red Bull Racing, Lotus F1 Team, Caterham F1 Team et Scuderia Toro Rosso.
En 2015, deux écuries sont motorisées par Renault avec le nouveau moteur V6 turbocompressé, Red Bull Racing et Scuderia Toro Rosso.

#### 2016 - 2020: constructeur

Logo de Renault Sport Formula One Team en 2016

En 2016, Renault F1 Team est de retour en tant que constructeur, à la suite du rachat de Lotus F1 Team. Le 3 février, la conférence de presse du Groupe Renault, animée par son PDG Carlos Ghosn, détaille l'organisation de la nouvelle écurie (ex-Lotus F1 Team) baptisée Renault Sport Formula One Team. Jérôme Stoll (président de Renault Sport), Cyril Abiteboul (directeur-général de Renault Sport Racing) et Frédéric Vasseur (directeur de compétition Renault Sport Racing) en assurent le management. Bob Bell est nommé directeur technique Formule 1, Nick Chester directeur technique  châssis (pôle d'Enstone en Grande-Bretagne) et Rémi Taffin directeur technique moteurs (pôle de Viry-Châtillon). Les pilotes titulaires sont Esteban Ocon, Daniel Ricciardo et le pilote de réserve est Esteban Ocon.

#### Écuries championnes avec un moteur Renault
Il n'existe pas de titre de champion attribué aux motoristes mais Renault peut, toutefois, être associé au titre de champion remporté par les écuries motorisées :
- 1992, 1993 et 1994 : Williams
- 1995 : Benetton Formula
- 1996 et 1997 : Williams
- 2005 et 2006 : Renault F1 Team
- 2010, 2011, 2012 et 2013 : Red Bull Racing

#### Pilotes champions avec un moteur Renault
- 1992 : Nigel Mansell
- 1993 : Alain Prost
- 1995 : Michael Schumacher
- 1996 : Damon Hill
- 1997 : Jacques Villeneuve
- 2005 et 2006 : Fernando Alonso
- 2010, 2011, 2012 et 2013 : Sebastian Vettel

#### Statistiques
|                     | Nombre | Rang mondial |
| Titres pilotes      | 11     | 3e           |
| Titres Constructeur | 12     | 2e           |
| Victoires           | 168    | 3e           |
| Pole positions      | 213    | 3e           |
| Meilleurs tours     | 171    | 2e           |
| Points              | 6847.5 | 3e           |
| Podiums             | 453    | 2e           |
| Grands Prix         | 581    | 3e           |

### Renault Sport en Formule 2
1976
| Écurie                 | Châssis           | Moteur              | Pilotes               | 1                              | 2                      | 3                   | 4                     | 5                    | 6                              | 7                    | 8                   | 9                   | 10                  | 11                   | 12                             | Class. final | Points |
| ---------------------- | ----------------- | ------------------- | --------------------- | ------------------------------ | ---------------------- | ------------------- | --------------------- | -------------------- | ------------------------------ | -------------------- | ------------------- | ------------------- | ------------------- | -------------------- | ------------------------------ | ------------ | ------ |
| Écurie Elf             | Martini MK16/MK19 | Renault-Gordini CH1 |                       | Drapeau : Allemagne de l'Ouest | Drapeau du Royaume-Uni | Drapeau de l'Italie | Drapeau de l'Autriche | Drapeau de la France | Drapeau : Allemagne de l'Ouest | Drapeau de la France | Drapeau de l'Italie | Drapeau de l'Italie | Drapeau du Portugal | Drapeau de la France | Drapeau : Allemagne de l'Ouest | Class. final | Points |
| Écurie Elf             | Martini MK16/MK19 | Renault-Gordini CH1 | Patrick Tambay        | 3                              | 3                      | 2                   | 3                     | Ret                  | 3                              | Ret                  | 3                   | Ret                 | Ret                 | 1                    | Ret                            | 3e           | 39     |
| Écurie Elf             | Martini MK16/MK19 | Renault-Gordini CH1 | René Arnoux           | 2                              | 7                      | Ret                 | 4                     | 1                    | 5                              | 10                   | 2                   | 1                   | 1                   | Ret                  | 3                              | 2e           | 52     |
| Equipe Elf Switzerland | Elf 2J            | Renault-Gordini CH1 | Jean-Pierre Jabouille | Ret                            | 14                     | 1                   | 6                     | 3                    | 4                              | 2                    | 1                   | 4                   | 2                   | Ret                  | 1                              | 1er          | 53     |
| Equipe Elf Switzerland | Elf 2J            | Renault-Gordini CH1 | Michel Leclère        | Ret                            | Ret                    | 4                   | 1                     | Ret                  | 2                              | Ret                  | Ret                 | Ret                 | 8                   | 3                    | 2                              | 4e           | 33     |

1977
| Écurie                                | Châssis          | Moteur              | Pilotes            | 1                      | 2                      | 3                              | 4                              | 5                   | 6                    | 7                   | 8                    | 9                    | 10                  | 11                  | 12                  | 13                     | Class. final | Points |
| ------------------------------------- | ---------------- | ------------------- | ------------------ | ---------------------- | ---------------------- | ------------------------------ | ------------------------------ | ------------------- | -------------------- | ------------------- | -------------------- | -------------------- | ------------------- | ------------------- | ------------------- | ---------------------- | ------------ | ------ |
| Écurie Renault Elf                    | Martini MK22     | Renault-Gordini CH1 |                    | Drapeau du Royaume-Uni | Drapeau du Royaume-Uni | Drapeau : Allemagne de l'Ouest | Drapeau : Allemagne de l'Ouest | Drapeau de l'Italie | Drapeau de la France | Drapeau de l'Italie | Drapeau de la France | Drapeau de la France | Drapeau de l'Italie | Drapeau de l'Italie | Drapeau du Portugal | Drapeau du Royaume-Uni | Class. final | Points |
| Écurie Renault Elf                    | Martini MK22     | Renault-Gordini CH1 | René Arnoux        | 1                      | Ret                    | 2                              | 5                              | Ret                 | 1                    | 16                  | Ret                  | 1                    | Ret                 | 1                   | 2                   | 6                      | 1er          | 52     |
| Écurie Renault Elf                    | Martini MK22     | Renault-Gordini CH1 | Didier Pironi      | Ret                    | Ret                    | Ret                            | 4                              | 2                   | 2                    | Ret                 | 3                    | Ret                  | 4                   | 5                   | 1                   | 3                      | 3e           | 38     |
| Willi Kauhsen Renault Elf Racing Team | Kauhsen (Elf 2J) | Renault-Gordini CH1 | Michel Leclère     | Ret                    | Ret                    | Ret                            | DNS                            | Ret                 | Ret                  | DNS                 | DNQ                  | 15                   |                     | DNQ                 | 10                  |                        | —            | 0      |
| Willi Kauhsen Renault Elf Racing Team | Kauhsen (Elf 2J) | Renault-Gordini CH1 | Klaus Ludwig       | Ret                    | Ret                    | Ret                            | 8                              | DSQ                 | 7                    |                     |                      |                      |                     |                     |                     |                        | —            | 0      |
| Willi Kauhsen Renault Elf Racing Team | Kauhsen (Elf 2J) | Renault-Gordini CH1 | José Dolhem        |                        |                        |                                |                                |                     |                      |                     | Ret                  |                      |                     |                     |                     |                        | —            | 0      |
| Willi Kauhsen Renault Elf Racing Team | Kauhsen (Elf 2J) | Renault-Gordini CH1 | Alain Prost        |                        |                        |                                |                                |                     |                      |                     |                      | 10                   |                     |                     | Ret                 |                        | —            | 0      |
| Willi Kauhsen Renault Elf Racing Team | Kauhsen (Elf 2J) | Renault-Gordini CH1 | Vittorio Brambilla |                        |                        |                                |                                |                     |                      |                     |                      |                      |                     | Ret                 |                     |                        | —            | 0      |
| Willi Kauhsen Renault Elf Racing Team | Kauhsen (Elf 2J) | Renault-Gordini CH1 | Mario da Silva     |                        |                        |                                |                                |                     |                      |                     |                      |                      |                     |                     | DNQ                 |                        | —            | 0      |

### Renault Sport en rallye

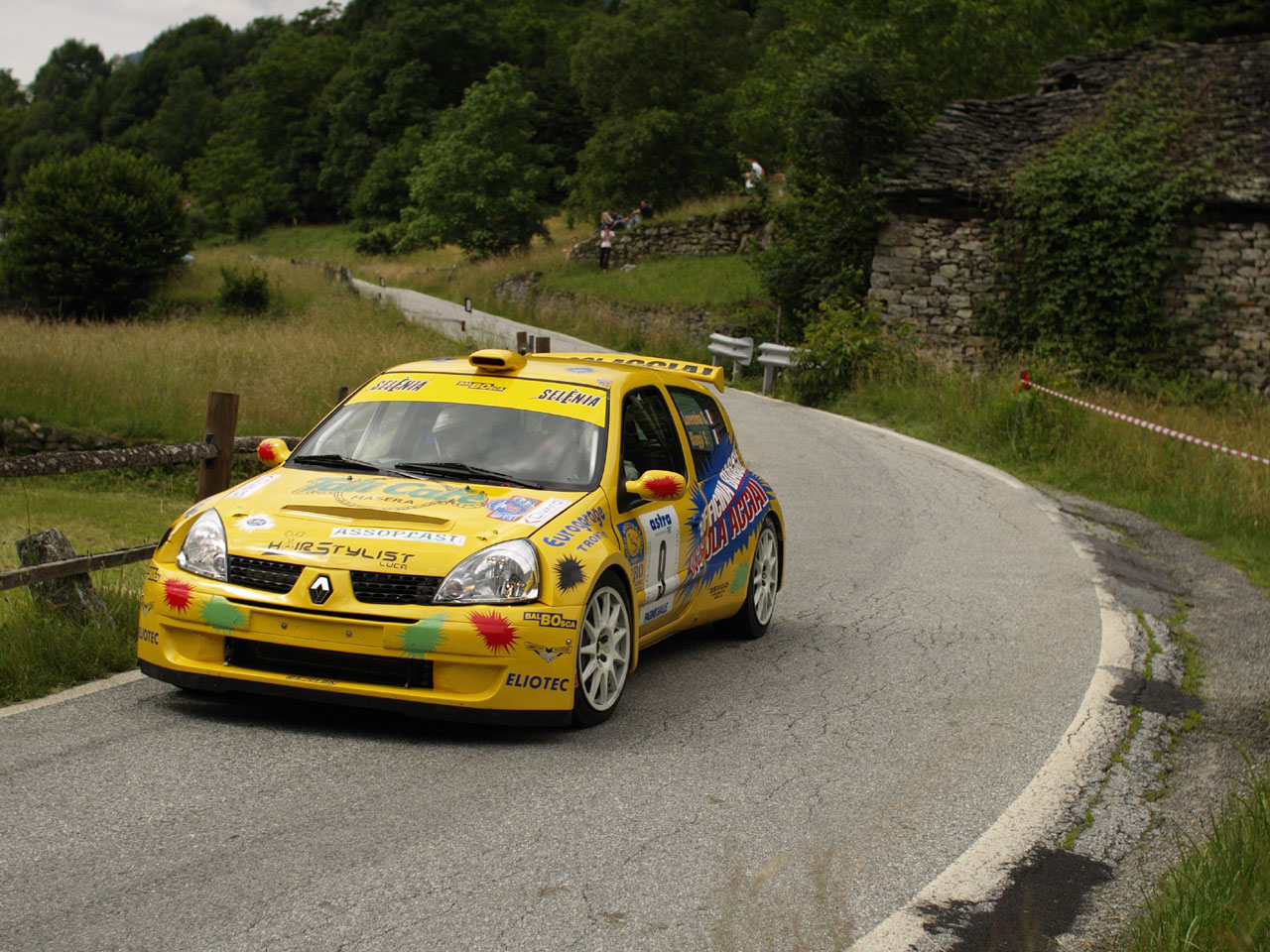
Renault Sport Clio S1600

La Renault Super 5 GT Turbo pilotée par Alain Oreille en 1989 est la seule voiture du Groupe N à avoir remporté une épreuve du WRC. Elle remporte deux titres en Groupe N avec Alain Oreille en 1989 et 1990.
- Champion du monde des rallyes en Groupe N (Production) 1989 : Renault 5 GT Turbo avec Alain Oreille
- Champion du Monde des rallyes en Groupe N (Production) 1990  : Renault 5 GT Turbo avec Alain Oreille
- 2003 : Clio S1600, champion JWRC avec Brice Tirabassi
- 2006 : Clio S1600, champion JWRC avec Patrik Sandell.

Renault Sport organise des Trophées Clio R3 en France, Suisse et Italie.

### Renault Sport en rallye-raid

#### Le rallye Dakar avec les frères Marreau

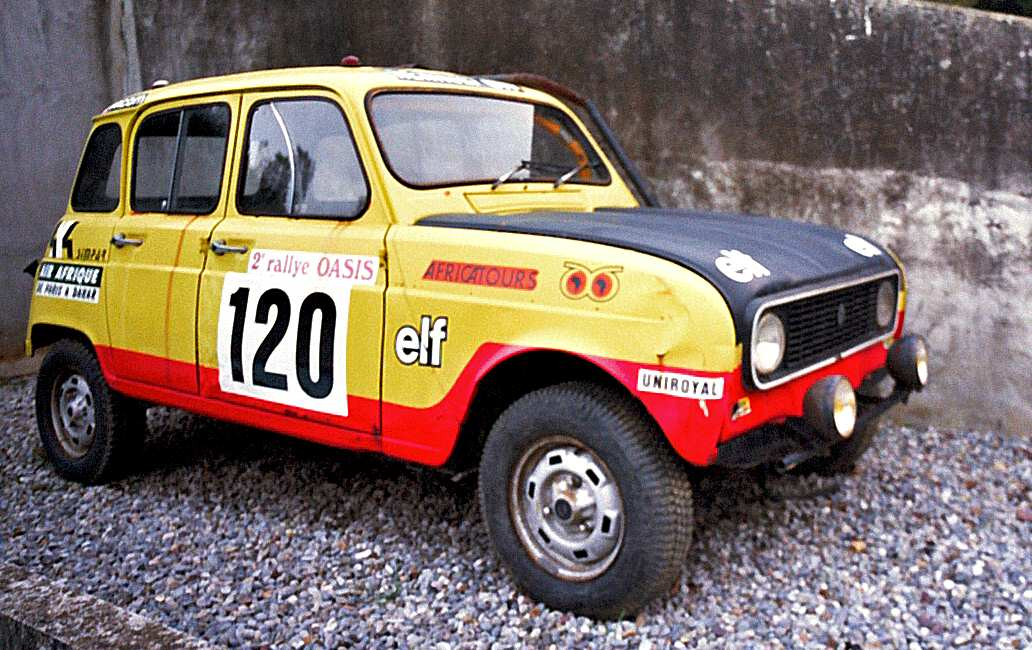
Renault 4 des frères Marreau

- 1979 : les frères Marreau participent au rallye Dakar avec une Renault 4 et terminent 5e ;
- 1980 : ils terminent troisième, toujours avec une Renault 4 ;
- 1982 : ils participent avec un prototype de Renault 20 (à moteur turbo et 4 roues motrices) et remportent la course.

#### Renault Sport  avec Schlesser
De 1998 à 2002, Renault Sport est motoriste de l'écurie Schlesser et ses buggies « original ». Jean-Louis Schlesser remporte le rallye Dakar en 1999 et 2000, ainsi que les Coupes du monde des rallyes-raid de 1998 à 2002.

### Renault Sport aux 24 Heures du Mans
Renault participe aux 24 Heures du Mans dans les années 1970 et obtient son unique victoire en 1978 avec Jean-Pierre Jaussaud et Didier Pironi sur l'A442. C'est aussi en 1978 que l’Alpine Renault A443 y atteignit 380 km/h, ce qui en fait à ce jour la Renault la plus rapide.

### Autres compétitions
- Coupe d'Europe Renault 5 Turbo
- World Series by Renault
- Eurocup Formula Renault 2.0
- Eurocup Mégane Trophy
- Eurocup Clio

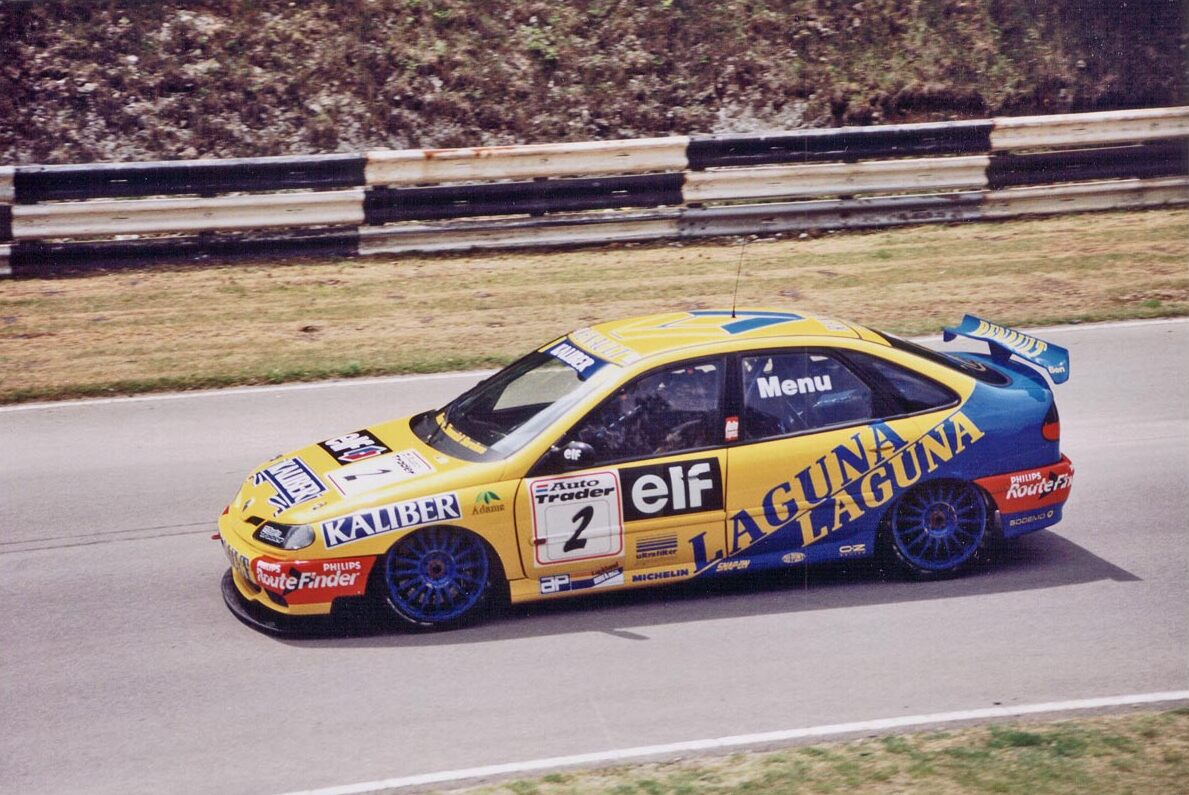
Alain Menu au volant de la Renault Laguna au BTCC 1996

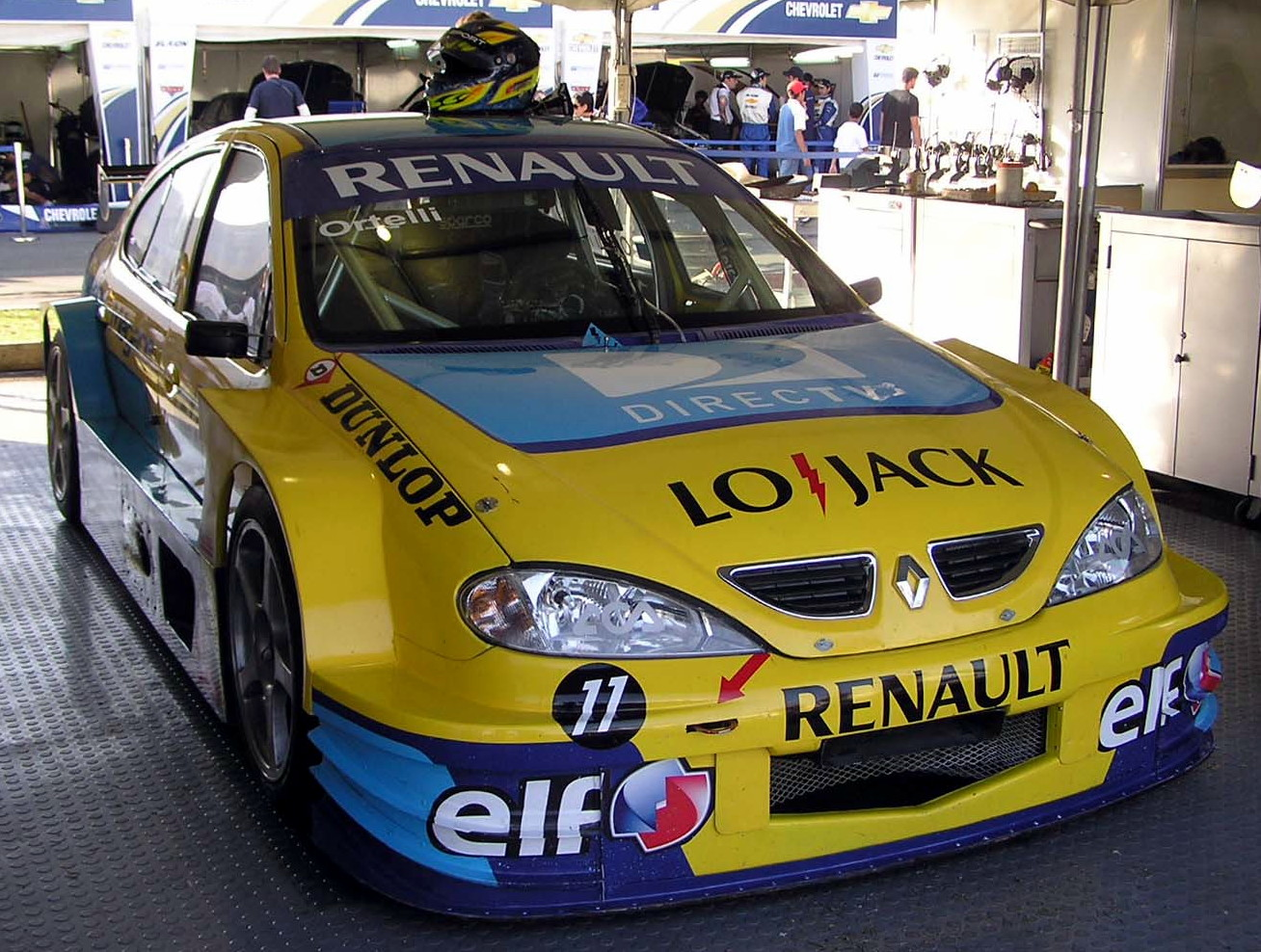
Renault TC2000 de 2006

- Renault-Alpine V6 Turbo Europa Cup
- Renault 21 2 L Turbo Europa Cup
- Renault 5 Turbo Europa Cup
- Renault Laguna BTCC

## Modèles
La gamme Renault Sport comprend des modèles de série et des modèles destinés à la compétition (monoplaces et berlines).
Actuellement, les déclinaisons sportives des véhicules de série de la marque Renault se nomment Renault Sport (souvent abrégé RS), comme la Clio RS ou la Mégane RS. Depuis 2005, et le premier titre de Renault en tant que champion du monde de Formule 1, une série spéciale « Renault F1 Team » est apparue pour désigner des versions spéciales, commémorant les titres de Renault F1 (Mégane RS F1 team R26, Clio RS F1 Team R27).

### Modèles de compétition
Circuit :
- 1975-1976 :   Renault 5 LS Coupe

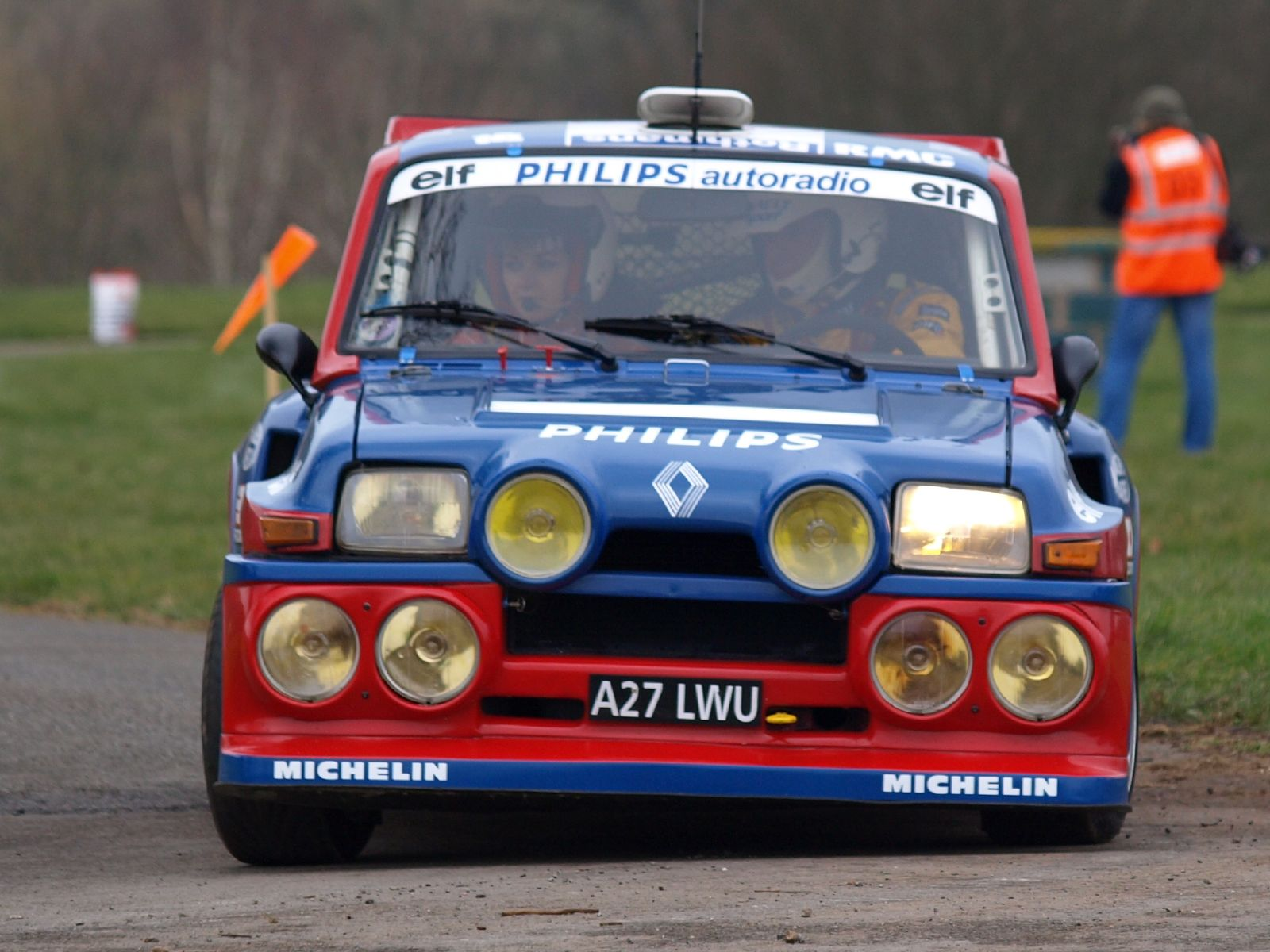
Jean Ragnotti au volant de sa Renault 5 Maxiturbo.

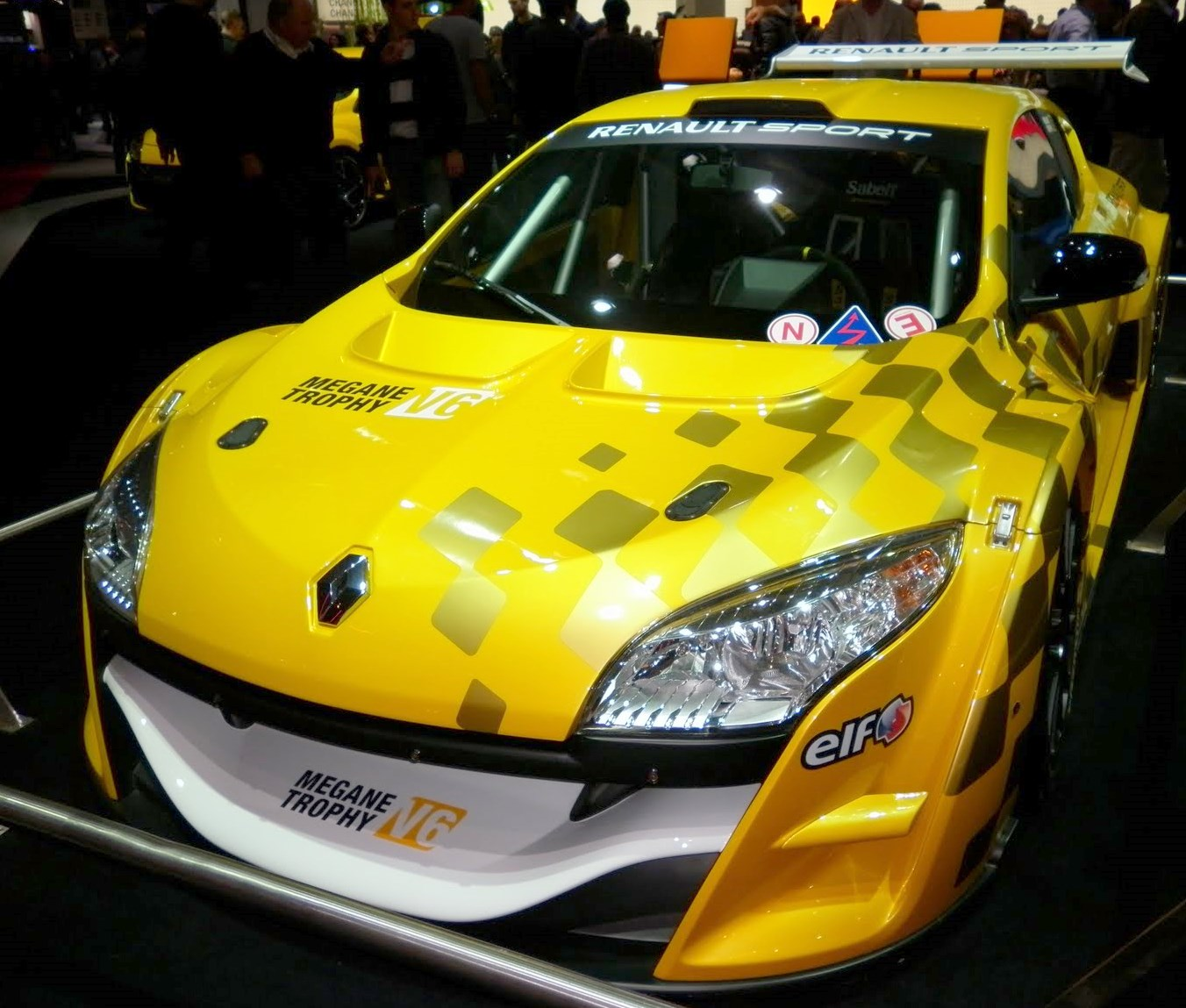
Renault Sport Megane Trophy 2010

- 1977-1981 :   Renault 5 Alpine Coupe
- 1982-1984 :   Renault 5 Alpine Turbo Coupe
- 1985-1990 :   Renault Super 5 GT Turbo Coupe
- 1985 :   Renault 5 Turbo 2 Production (équipe Snobeck)
- 1986 :   Renault 5 Turbo Production (équipe SONICA)
- 1987 :   Renault 5 Turbo Superproduction (équipe SONICA)
- 1988 :   Renault 21 2 L Turbo 4x4 Superproduction
- 1989 :   Renault 21 2 L Turbo 4x4 Supertourisme
- 1991-1995 : Renault Clio 16S Coupe
- 1995 :   Renault Spider Trophy
- 1996-2000 :   Renault Mégane 2.0 16V Cup
- 1999 :   Renault Clio V6 Trophy
- 2004-2006 :   Renault Clio II RS Cup
- 2005 :   Renault Mégane Trophy
- 2007 :   Renault Clio Cup
- 2009 :   Renault Mégane II Trophy

Monoplace :
- 1977-1979 : Renault RS01, vainqueur du grand prix de France 1979
- 1971 :   Formule Renault 2.0
- 2003 :   Formule Renault V6
- 2005 :   Formule Renault 3.5

Rallye :
- 1975 :   Renault 17 Gordini
- 1976-1978 :  Renault 20 Rallye et Alpine A110 Rallye
- 1977 :   Renault-Alpine A310 V6
- 1978 :   Renault 5 Alpine
- 1979 :   Renault 5 Turbo Prototype  au tour d'Italie
- 1981 :   Renault 5 Turbo type Cévennes
- 1983 :   Renault 5 Turbo type Tour de Corse
- 1984 :   Renault 11 Turbo
- 1985 :   Renault Super 5 GT Turbo
- 1985 :   Renault 5 Maxi Turbo
- 1988 :   Renault 21 2 L Turbo
- 1991 :   Renault Clio 16S
- 1993 :   Renault 19 16S (développée en 1989)
- 1995 :   Renault Clio Maxi
- 1996 :   Renault Maxi Mégane
- 2002 :   Renault Clio Super 1600
- 2007 :   Renault Clio R3 Access / R3 maxi / R3 Evo
- 2009 :   Renault Twingo R.S. R1 / R2 Evo
- 2010 :   Renault Mégane RS N4

Endurance :
- 1976-1978 :   Renault Alpine A442[11], vainqueur des 24 Heures du Mans 1978
- 2014 : Alpine A450
- 2014 : Renault R.S.01
- 2016 : Alpine A460

### Modèles de série

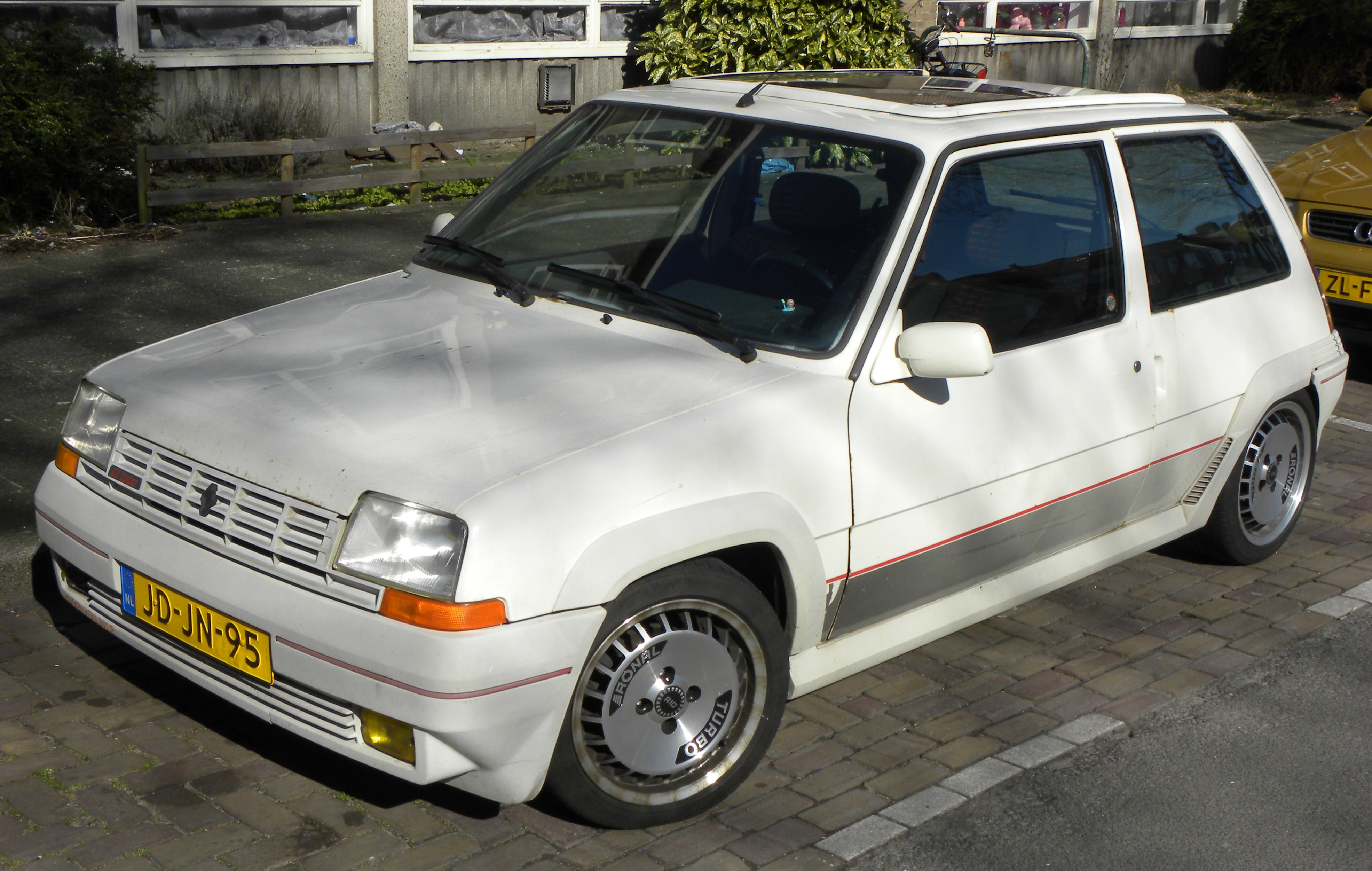
Renault Super 5 GT Turbo

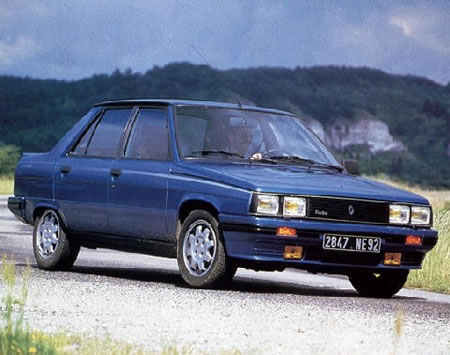
Renault 9 Turbo

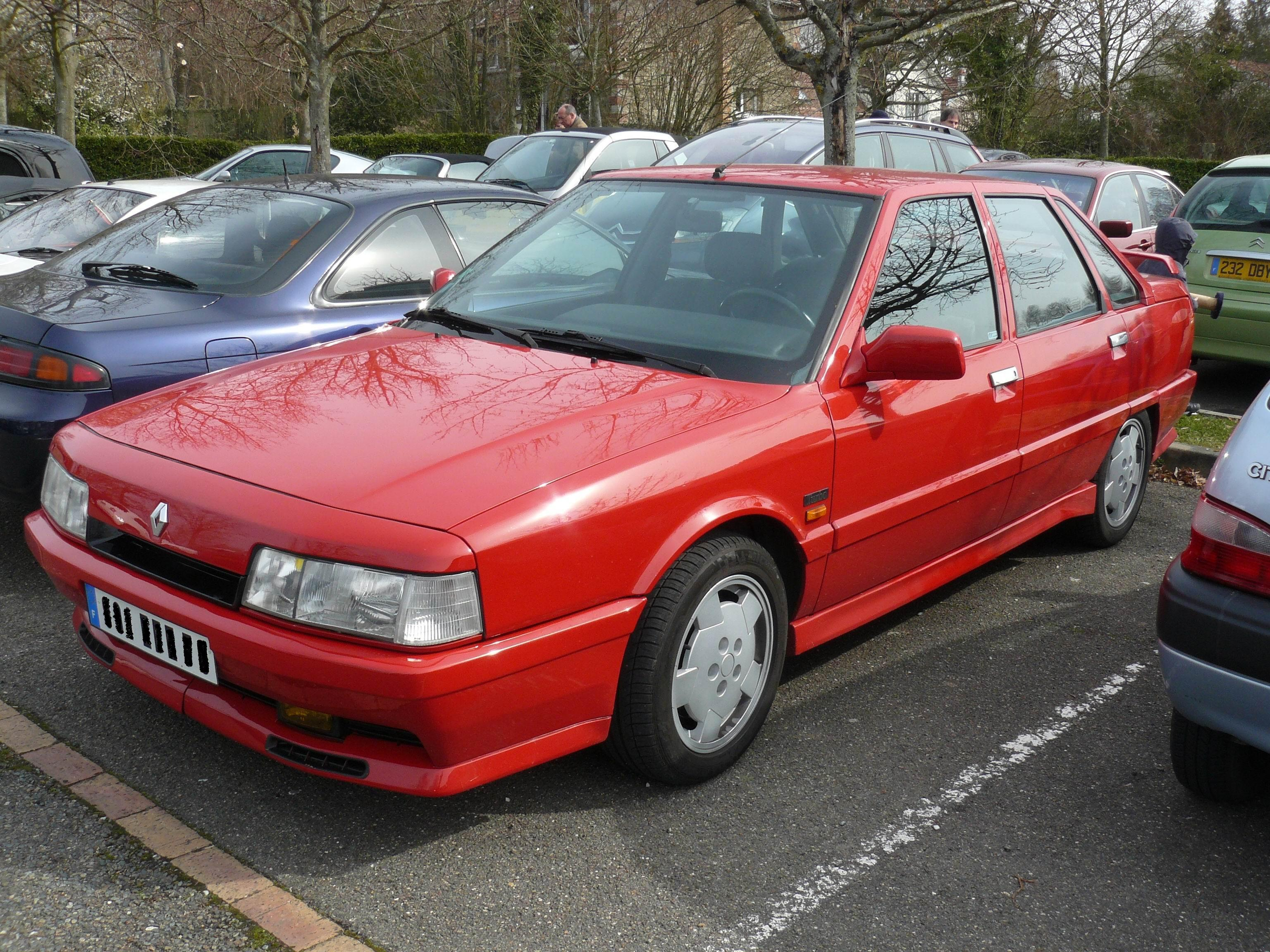
Renault 21 2 L Turbo

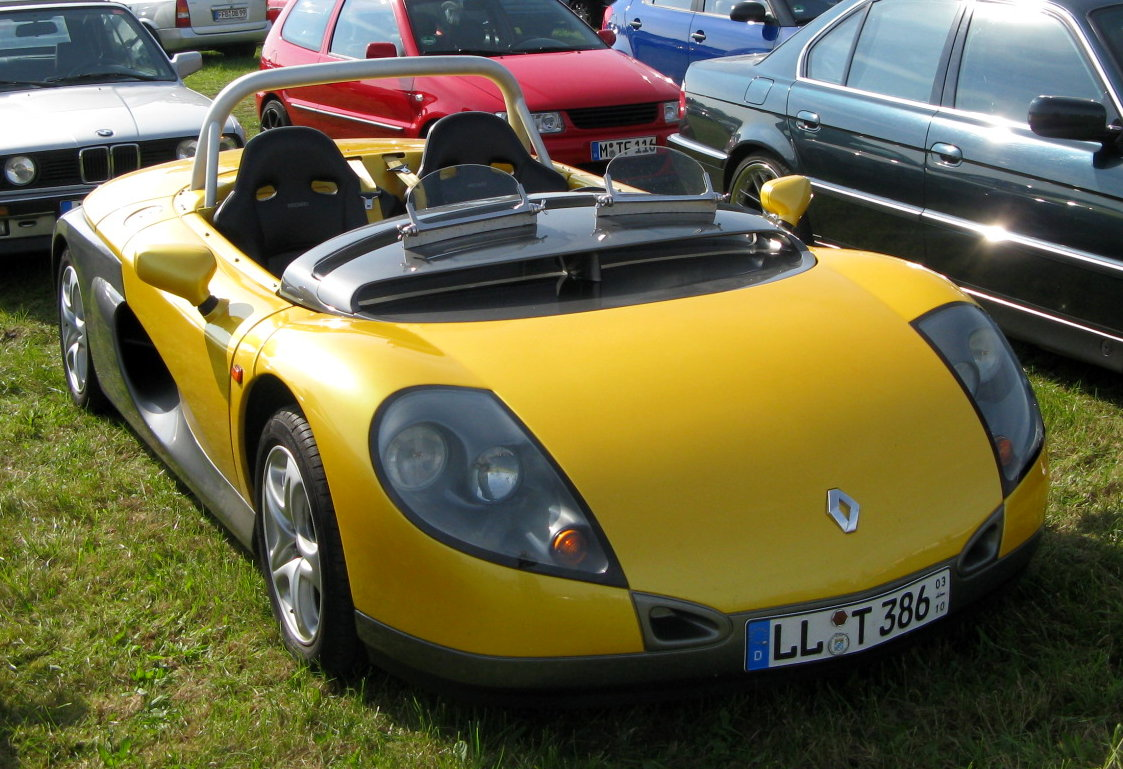
Renault Sport Spider

Cette liste comprend les modèles conçus ou produits par Renault Sport à Dieppe ou Viry-Châtillon, depuis sa création en 1976.
- 1976-1977 : Renault-Alpine A110
- 1976-1985 : Renault-Alpine A310[11]
- 1976-1981 : Renault 5 Alpine
- 1981-1986 : Renault 5 Turbo[11]
- 1981-1985 : Renault 18 Turbo
- 1981-1984 : Renault 5 Alpine Turbo[11]
- 1983-1985 : Renault Fuego Turbo
- 1984-1989 : Renault 11 Turbo[11]
- 1984-1991 : Renault-Alpine GTA[11]
- 1985-1991 : Renault Super 5 GT Turbo[11]
- 1985-1986 : Renault 11 Turbo Zender
- 1985-1989 : Renault 9 Turbo
- 1987-1994 : Renault 21 2 L Turbo
- 1987-1987 : Renault 11 90 GT
- 1990-1995 : Renault 19 16S et 16V
- 1990-1992 : Renault 25 V6 Turbo
- 1991-1996 : Renault Clio 16S et 16V
- 1991-1995 : Renault Alpine A610[11]
- 1993-1996 : Renault Clio Williams[11]
- 1993-1996 : Renault Safrane Biturbo[11]
- 1995-1999 : Renault Spider Renault Sport
- 2000-2006 : Renault Clio II RS 2.0 16V, RS 2.0 16V Jean Ragnotti
- 2000-2005 : Renault Clio V6 Renault Sport
- 2004-2009 : Renault Mégane II Renault Sport, F1 TEAM, R26R
- 2006-2012 : Renault Clio III Renault Sport, F1 TEAM R27, RedBull Racing, Gordini
- 2008-2013 : Renault Twingo II Renault Sport, Gordini RS
- 2009-2016 : Renault Mégane III Renault Sport, RS Trophy, RS RB7, RS RB8, RS 265
- 2010-2012 : Renault Wind
- 2013-2018 : Renault Clio IV Renault Sport
- 2016-2018 : Renault Mégane IV GT
- 2016-2018 : Renault Twingo III GT
- 2018-2024 : Renault Mégane IV Renault Sport, RS Trophy, RS Trophy-R

## Identité visuelle

Logos de Renault Sport
1976 à 1981.
1981 à 2004.
2004 à 2015.
2015 à 2021.